# Mansilla de la Sierra
Mansilla de la Sierra – gmina w Hiszpanii, w prowincji La Rioja, w La Rioja, o powierzchni 84,76 km². W 2011 roku gmina liczyła 63 mieszkańców.